# Klek (Słowenia)
Klek – wieś w Słowenii, w gminie Trbovlje. W 2018 roku liczyła 248 mieszkańców.